# Deborah Sosimenko
Deborah Sosimenko (née le 5 avril 1974) est une athlète australienne spécialiste du lancer du marteau. 

## Carrière

### Palmarès
| Date | Compétition           | Lieu         | Résultat | Performance |
| ---- | --------------------- | ------------ | -------- | ----------- |
| 1997 | Universiade           | Catane       | 3e       | 65,02 m     |
| 1998 | Jeux du Commonwealth  | Kuala Lumpur | 1re      | 66,56 m     |
| 1999 | Championnats du monde | Séville      | 5e       | 65,52 m     |
| 2000 | Jeux olympiques       | Sydney       | 5e       | 67,95 m     |

### Records
| Épreuve           | Performance | Lieu   | Date              |
| ----------------- | ----------- | ------ | ----------------- |
| Lancer du marteau | 67,95 m     | Sydney | 29 septembre 2000 |